# Алжирски динар
Алжирски динар (арапски: دينار) је званична валута у Алжиру. Скраћеница тј. симбол за динар је د.ج а међународни код DZD. Динар издаје Банка Алжира. У 2009. години инфлација је износила 4,1%. Један динар састоји се од 100 сантима.
Уведена је 1. априла 1964. као замена за алжирски нови франак по курсу 1 динар за један франак.
Постоје новчанице у износима 100, 200, 500, 1000 и 2000 динара и кованице од 1, 2, 5, 10, 20, 50 и 100 динара.